# بالادونیا، استرالیای غربی
بالادونیا (به انگلیسی: Balladonia) یک منطقهٔ مسکونی در استرالیا است که در استرالیای غربی واقع شده‌است.